# Sura (okręg Gorj)
Sura – wieś w Rumunii, w okręgu Gorj, w gminie Slivilești. W 2011 roku liczyła 422 mieszkańców.